# Campeonato Brasileño de Fútbol 1987
El Campeonato Brasileño de Serie A 1987 o Copa União fue la  32ª edición del Campeonato Brasileño de Serie A. El torneo se extendió desde el 30 de agosto de 1987 hasta el 7 de febrero del año siguiente. El club Sport Recife del estado de Pernambuco ganó el campeonato, su primer título a nivel nacional.
El torneo fue dividido por la CBF en dos módulos de 16 clubes cada uno: Módulo Verde, ganado por Flamengo y subcampeón Internacional; y el Módulo Amarillo, cuyo campeón fue Sport Recife y vicecampeón Guarani de Campinas.
El reglamento del campeonato estipulaba que los dos primeros de cada módulo disputarían en un Cuadrangular Final el título del campeonato brasileño de fútbol de 1987. Sin embargo, Flamengo e Internacional, respectivamente campeón y subcampeón del Módulo Verde, se recusaron a participar de este cuadrangular, y así, lo que sería un cuadrangular se tornó una final a donde Sport Recife, campeón del Módulo Amarillo, y Guarani de Campinas, subcampeón del Módulo Amarillo, jugaron dos partidos de ida y vuelta para determinar el campeón del torneo. El primer juego terminó empatado por 1 a 1 en Campinas, pero Sport ganó el segundo partido por 1 a 0 en Recife y levantó en casa la taza de campeón brasileño de 1987.

## Módulo Verde

### Primera fase

#### Grupo A
| Pos | Equipo            | PJ | PG | PE | PP | GF | GC | Dif  | Pts |
| --- | ----------------- | -- | -- | -- | -- | -- | -- | ---- | --- |
| 1   | Atlético Mineiro  | 8  | 6  | 2  | 0  | 14 | 3  | + 11 | 14  |
| 2   | Grêmio            | 8  | 5  | 2  | 1  | 8  | 1  | + 7  | 12  |
| 3   | Palmeiras         | 8  | 4  | 1  | 3  | 6  | 7  | - 1  | 9   |
| 4   | Botafogo          | 8  | 2  | 5  | 1  | 6  | 4  | + 2  | 9   |
| 5   | Bahia             | 8  | 3  | 1  | 4  | 6  | 10 | - 4  | 7   |
| 6   | Flamengo          | 8  | 2  | 3  | 3  | 6  | 8  | - 2  | 7   |
| 7   | Santa Cruz Recife | 8  | 1  | 4  | 3  | 4  | 10 | - 6  | 6   |
| 8   | Corinthians       | 8  | 1  | 3  | 4  | 4  | 9  | - 5  | 5   |

#### Grupo B
| Pos | Equipo        | PJ | PG | PE | PP | GF | GC | Dif | Pts |
| --- | ------------- | -- | -- | -- | -- | -- | -- | --- | --- |
| 1   | Internacional | 8  | 4  | 2  | 2  | 10 | 2  | + 8 | 10  |
| 2   | Fluminense    | 8  | 3  | 3  | 2  | 7  | 6  | + 1 | 9   |
| 3   | Cruzeiro      | 8  | 1  | 6  | 1  | 4  | 5  | - 1 | 8   |
| 4   | Vasco da Gama | 8  | 3  | 1  | 4  | 10 | 7  | + 3 | 7   |
| 5   | Goiás         | 8  | 3  | 1  | 4  | 5  | 8  | - 3 | 7   |
| 6   | São Paulo     | 8  | 2  | 2  | 4  | 7  | 7  | 0   | 6   |
| 7   | Coritiba      | 8  | 2  | 2  | 4  | 6  | 10 | - 4 | 6   |
| 8   | Santos        | 8  | 1  | 4  | 3  | 3  | 9  | - 6 | 6   |

### Segunda fase

#### Grupo A
| Pos | Equipo            | PJ | PG | PE | PP | GF | GC | Dif | Pts |
| --- | ----------------- | -- | -- | -- | -- | -- | -- | --- | --- |
| 1   | Atlético Mineiro  | 7  | 4  | 3  | 0  | 7  | 2  | + 5 | 11  |
| 2   | Flamengo          | 7  | 4  | 2  | 1  | 10 | 4  | + 6 | 10  |
| 3   | Palmeiras         | 7  | 3  | 1  | 3  | 5  | 6  | - 1 | 7   |
| 4   | Botafogo          | 7  | 2  | 2  | 3  | 5  | 5  | 0   | 6   |
| 5   | Grêmio            | 7  | 2  | 2  | 3  | 6  | 7  | - 1 | 6   |
| 6   | Bahia             | 7  | 1  | 4  | 2  | 5  | 8  | - 3 | 6   |
| 7   | Santa Cruz Recife | 7  | 2  | 1  | 4  | 6  | 10 | - 4 | 5   |
| 8   | Corinthians       | 7  | 1  | 3  | 3  | 5  | 7  | - 2 | 5   |

#### Grupo B
| Pos | Equipo        | PJ | PG | PE | PP | GF | GC | Dif  | Pts |
| --- | ------------- | -- | -- | -- | -- | -- | -- | ---- | --- |
| 1   | Cruzeiro      | 7  | 5  | 2  | 0  | 12 | 1  | - 11 | 12  |
| 2   | São Paulo     | 7  | 5  | 1  | 1  | 14 | 5  | - 9  | 11  |
| 3   | Fluminense    | 7  | 3  | 2  | 2  | 7  | 6  | - 1  | 8   |
| 4   | Coritiba      | 7  | 2  | 2  | 3  | 9  | 12 | - 3  | 6   |
| 5   | Vasco da Gama | 7  | 2  | 2  | 3  | 7  | 11 | - 4  | 6   |
| 6   | Santos        | 7  | 1  | 3  | 3  | 4  | 8  | - 4  | 5   |
| 7   | Internacional | 7  | 1  | 2  | 4  | 2  | 8  | - 6  | 4   |
| 8   | Goiás         | 7  | 0  | 4  | 3  | 3  | 7  | - 4  | 4   |

## Fase Final del Módulo Verde
|  | Semifinal        | Semifinal        | Semifinal | Semifinal | Semifinal |   |               | Final         | Final | Final | Final | Final |
|  |                  |                  |           |           |           |   |               |               |       |       |       |       |
|  | Internacional    | Internacional    | 0         | 1         | 1         |   |               |               |       |       |       |       |
|  | Cruzeiro         | Cruzeiro         | 0         | 0         | 0         |   |               |               |       |       |       |       |
|  |                  |                  |           |           |           |   | Internacional | Internacional | 1     | 0     | 1     |       |
|  |                  | Flamengo         | Flamengo  | 1         | 1         | 2 |               |               |       |       |       |       |
|  | Flamengo         | Flamengo         | 1         | 3         | 4         |   |               |               |       |       |       |       |
|  | Atlético Mineiro | Atlético Mineiro | 0         | 2         | 2         |   |               |               |       |       |       |       |

### Semifinales
| 29 de noviembre de 1987 | Internacional | 0 – 0   | Cruzeiro | Estadio Beira Rio, Porto Alegre,                                 |                                                                  |
|                         |               | Reporte |          | Asistencia: 34,464 espectadores Árbitro(s): Romualdo Arppi Filho | Asistencia: 34,464 espectadores Árbitro(s): Romualdo Arppi Filho |

| 3 de diciembre de 1987 | Cruzeiro | 0 – 1   | Internacional | Estadio Mineirão, Belo Horizonte,                                |                                                                  |
|                        |          | Reporte | 94' Amarildo  | Asistencia: 58,250 espectadores Árbitro(s): Romualdo Arppi Filho | Asistencia: 58,250 espectadores Árbitro(s): Romualdo Arppi Filho |

| 29 de noviembre de 1987 | Flamengo   | 1 – 0   | Atlético Mineiro | Estadio Maracanã, Río de Janeiro,                               |                                                                 |
|                         | Bebeto 78' | Reporte |                  | Asistencia: 118,162 espectadores Árbitro(s): Dulcídio Boschilla | Asistencia: 118,162 espectadores Árbitro(s): Dulcídio Boschilla |

| 2 de diciembre de 1987 | Atlético Mineiro                         | 2 – 3   | Flamengo                                  | Estadio Mineirão, Belo Horizonte,                              |                                                                |
|                        | Chiquinho 60' (rig.) · Sérgio Araújo 64' | Reporte | 22' Zico · 31' Bebeto · 79' Renato Gaúcho | Asistencia: 84,929 espectadores Árbitro(s): Dulcídio Boschilla | Asistencia: 84,929 espectadores Árbitro(s): Dulcídio Boschilla |

### Final
| 6 de diciembre de 1987 | Internacional | 1 – 1   | Flamengo   | Estadio Beira Rio, Porto Alegre,                                           |                                                                            |
|                        | Amarildo 32'  | Reporte | 30' Bebeto | Asistencia: 63,228 espectadores Árbitro(s): Ulisses Tavares da Silva Filho | Asistencia: 63,228 espectadores Árbitro(s): Ulisses Tavares da Silva Filho |

| 13 de diciembre de 1987 | Flamengo   | 1 – 0   | Internacional | Estadio Maracanã, Río de Janeiro,                                |                                                                  |
|                         | Bebeto 16' | Reporte |               | Asistencia: 91,034 espectadores Árbitro(s): José de Assis Aragão | Asistencia: 91,034 espectadores Árbitro(s): José de Assis Aragão |

- Flamengo e Internacional, campeón y subcampeón respectivamente del Módulo Verde, clasifican al cuadrangular final por el título.

### Posiciones finales
- Dos puntos por victoria.
| Pos | Equipo            | Pts | PJ | PG | PE | PP | GF | GC | Dif  |
| --- | ----------------- | --- | -- | -- | -- | -- | -- | -- | ---- |
| 1   | Flamengo          | 24  | 19 | 9  | 6  | 4  | 22 | 15 | 7    |
| 2   | Internacional     | 18  | 19 | 6  | 6  | 7  | 14 | 12 | 2    |
| 3   | Atlético Mineiro  | 25  | 17 | 10 | 5  | 2  | 23 | 9  | 14   |
| 4   | Cruzeiro          | 21  | 17 | 6  | 9  | 2  | 16 | 7  | 9    |
| 5   | Grêmio            | 18  | 15 | 7  | 4  | 4  | 14 | 8  | 6    |
| 6   | São Paulo         | 17  | 15 | 7  | 3  | 5  | 21 | 12 | 9    |
| 7   | Fluminense        | 17  | 15 | 6  | 5  | 4  | 14 | 12 | 2    |
| 8   | Palmeiras         | 16  | 15 | 7  | 2  | 6  | 11 | 13 | - 2  |
| 9   | Botafogo          | 15  | 15 | 4  | 7  | 4  | 11 | 9  | 2    |
| 10  | Vasco da Gama     | 13  | 15 | 5  | 3  | 7  | 17 | 18 | - 1  |
| 11  | Bahia             | 13  | 15 | 4  | 5  | 6  | 11 | 18 | - 7  |
| 12  | Coritiba          | 12  | 15 | 4  | 4  | 7  | 15 | 22 | - 7  |
| 13  | Goiás             | 11  | 15 | 3  | 5  | 7  | 8  | 15 | - 7  |
| 14  | Santa Cruz Recife | 11  | 15 | 3  | 5  | 7  | 10 | 20 | - 10 |
| 15  | Santos            | 11  | 15 | 2  | 7  | 6  | 7  | 17 | - 10 |
| 16  | Corinthians       | 10  | 15 | 2  | 6  | 7  | 9  | 16 | - 7  |

## Módulo Amarillo

### Primera fase

#### Grupo A
| Pos | Equipo                | Pts | PJ | PG | PE | PP | GF | GC | Dif |
| --- | --------------------- | --- | -- | -- | -- | -- | -- | -- | --- |
| 1   | Atlético Paranaense   | 11  | 8  | 4  | 3  | 1  | 9  | 5  | +4  |
| 2   | Guarani de Campinas   | 11  | 8  | 5  | 1  | 2  | 10 | 6  | +4  |
| 3   | Criciúma              | 10  | 8  | 5  | 0  | 3  | 10 | 9  | +1  |
| 4   | Portuguesa            | 10  | 8  | 4  | 2  | 2  | 11 | 6  | +5  |
| 5   | Atlético Goianiense   | 10  | 8  | 4  | 2  | 2  | 8  | 6  | +2  |
| 6   | Internacional Limeira | 9   | 8  | 4  | 1  | 3  | 6  | 7  | -1  |
| 7   | Rio Branco-ES         | 8   | 8  | 3  | 2  | 3  | 5  | 5  | 0   |
| 8   | Joinville             | 6   | 8  | 2  | 2  | 4  | 7  | 10 | -3  |

#### Grupo B
| Pos | Equipo         | Pts | PJ | PG | PE | PP | GF | GC | Dif |
| --- | -------------- | --- | -- | -- | -- | -- | -- | -- | --- |
| 1   | Sport Recife   | 13  | 8  | 5  | 3  | 0  | 13 | 2  | +11 |
| 2   | Vitória        | 9   | 8  | 3  | 3  | 2  | 8  | 6  | +2  |
| 3   | Bangu          | 8   | 8  | 3  | 2  | 3  | 5  | 5  | 0   |
| 4   | Náutico Recife | 6   | 8  | 3  | 0  | 5  | 8  | 13 | -5  |
| 5   | Treze          | 6   | 8  | 2  | 2  | 4  | 8  | 10 | -2  |
| 6   | Ceará          | 6   | 8  | 2  | 2  | 4  | 5  | 7  | -2  |
| 7   | CSA Alagoas    | 5   | 8  | 2  | 1  | 5  | 7  | 15 | -8  |
| 8   | América-RJ     | 0   | 8  | 0  | 0  | 8  | 0  | 8  | -8  |

### Segunda fase

#### Grupo A
| Pos | Equipo                | Pts | PJ | PG | PE | PP | GF | GC | Dif |
| --- | --------------------- | --- | -- | -- | -- | -- | -- | -- | --- |
| 1   | Guarani de Campinas   | 10  | 7  | 4  | 2  | 1  | 9  | 3  | +6  |
| 2   | Criciúma              | 9   | 7  | 3  | 3  | 1  | 8  | 3  | +5  |
| 3   | Atlético Paranaense   | 8   | 7  | 2  | 4  | 1  | 8  | 5  | +3  |
| 4   | Portuguesa            | 7   | 7  | 3  | 1  | 3  | 3  | 4  | -1  |
| 5   | Internacional Limeira | 7   | 7  | 1  | 5  | 1  | 2  | 2  | 0   |
| 6   | Rio Branco-ES         | 6   | 7  | 2  | 2  | 3  | 4  | 7  | -3  |
| 7   | Joinville             | 5   | 7  | 1  | 3  | 3  | 2  | 6  | -4  |
| 8   | Atlético Goianiense   | 4   | 7  | 1  | 2  | 4  | 1  | 7  | -6  |

#### Grupo B
| Pos | Equipo         | Pts | PJ | PG | PE | PP | GF | GC | Dif |
| --- | -------------- | --- | -- | -- | -- | -- | -- | -- | --- |
| 1   | Sport Recife   | 9   | 6  | 4  | 1  | 1  | 6  | 4  | +2  |
| 2   | Bangu          | 8   | 6  | 3  | 2  | 1  | 8  | 3  | +5  |
| 3   | Vitória        | 8   | 6  | 2  | 4  | 0  | 7  | 4  | +3  |
| 4   | Treze          | 6   | 6  | 2  | 2  | 2  | 7  | 6  | +1  |
| 5   | Náutico Recife | 4   | 6  | 1  | 2  | 3  | 5  | 9  | -4  |
| 6   | Ceará          | 4   | 6  | 2  | 0  | 4  | 4  | 7  | -3  |
| 7   | CSA Alagoas    | 3   | 6  | 0  | 3  | 3  | 2  | 6  | -4  |

## Fase Final del Módulo Amarillo
|  | Semifinal           | Semifinal           | Semifinal    | Semifinal | Semifinal |   |                     | Final               | Final | Final | Final | Final |
|  |                     |                     |              |           |           |   |                     |                     |       |       |       |       |
|  | Atlético Paranaense | Atlético Paranaense | 0            | 0         | 0         |   |                     |                     |       |       |       |       |
|  | Guarani de Campinas | Guarani de Campinas | 0            | 1         | 1         |   |                     |                     |       |       |       |       |
|  |                     |                     |              |           |           |   | Guarani de Campinas | Guarani de Campinas | 2     | 0     | 2     |       |
|  |                     | Sport Recife        | Sport Recife | 0         | 3         | 3 |                     |                     |       |       |       |       |
|  | Bangu               | Bangu               | 3            | 1         | 4         |   |                     |                     |       |       |       |       |
|  | Sport Recife        | Sport Recife        | 2            | 3         | 5         |   |                     |                     |       |       |       |       |

### Semifinales
| 28 de noviembre de 1987 | Atlético Paranaense | 0 – 0 | Guarani de Campinas | Estadio Couto Pereira, Curitiba, |  |
|                         |                     |       |                     | Árbitro(s):                      |  |

| 2 de diciembre de 1987 | Guarani de Campinas | 1 – 0 | Atlético Paranaense | Estadio Brinco de Ouro, Campinas, |  |
|                        |                     |       |                     | Árbitro(s):                       |  |

| 29 de noviembre de 1987 | Bangu | 3 – 2 | Sport Recife | Estadio Moça Bonita, Río de Janeiro, |  |
|                         |       |       |              | Árbitro(s):                          |  |

| 3 de diciembre de 1987 | Sport Recife | 3 – 1 | Bangu | Estadio Ilha do Retiro, Recife, |  |
|                        |              |       |       | Árbitro(s):                     |  |

### Final
| 6 de diciembre de 1987 | Guarani de Campinas | 2 – 0 | Sport Recife | Estadio Brinco de Ouro, Campinas, |  |
|                        |                     |       |              | Árbitro(s):                       |  |

| 13 de diciembre de 1987 | Sport Recife | 3 – 0 | Guarani de Campinas | Estadio Ilha do Retiro, Recife, |  |
|                         |              |       |                     | Árbitro(s):                     |  |

- Sport Recife y Guarani de Campinas, campeón y subcampeón respectivamente del Módulo Amarillo, clasifican al cuadrangular final por el título.

|                                  |
| Bandera del estado de Pernambuco |
| Campeón Sport Recife 1.er título |

### Posiciones finales
- Dos puntos por victoria.
| Pos | Equipo                | Pts | PJ | PG | PE | PP | GF | GC | Dif  |
| --- | --------------------- | --- | -- | -- | -- | -- | -- | -- | ---- |
| 1   | Sport Recife          | 26  | 18 | 11 | 4  | 3  | 27 | 12 | 15   |
| 2   | Guarani de Campinas   | 24  | 18 | 10 | 4  | 4  | 21 | 12 | 9    |
| 3   | Bangu                 | 18  | 16 | 7  | 4  | 5  | 17 | 13 | 4    |
| 4   | Atlético Paranaense   | 18  | 16 | 5  | 8  | 3  | 16 | 11 | 5    |
| 5   | Criciúma              | 17  | 14 | 7  | 3  | 4  | 17 | 12 | 5    |
| 6   | Vitória               | 17  | 14 | 5  | 7  | 2  | 15 | 10 | 5    |
| 7   | Portuguesa            | 15  | 14 | 6  | 3  | 5  | 13 | 10 | 3    |
| 8   | Internacional Limeira | 14  | 14 | 4  | 6  | 4  | 7  | 9  | - 2  |
| 9   | Treze                 | 12  | 14 | 4  | 4  | 6  | 15 | 16 | - 1  |
| 10  | Rio Branco-ES         | 12  | 14 | 4  | 4  | 6  | 8  | 12 | - 4  |
| 11  | Atlético Goianiense   | 12  | 14 | 4  | 4  | 6  | 8  | 13 | - 5  |
| 12  | Ceará                 | 10  | 14 | 4  | 2  | 8  | 9  | 14 | - 5  |
| 13  | Náutico Recife        | 10  | 14 | 4  | 2  | 8  | 13 | 22 | - 9  |
| 14  | Joinville             | 9   | 14 | 2  | 5  | 7  | 8  | 16 | - 8  |
| 15  | CSA Alagoas           | 8   | 14 | 2  | 4  | 8  | 9  | 21 | - 12 |
| 16  | América-RJ            | 0   | 0  | 0  | 0  | 0  | 0  | 0  | 0    |

## Cuadrangular Final
- Flamengo e Internacional, campeón y subcampeón del Módulo Verde, se negaron a participar en el cuadrangular final. Por consiguiente el cuadrangular final se redujo a sólo 2 participantes, Sport Recife y Guarani de Campinas, que disputaron en juegos de ida y vuelta la final del torneo brasileño de 1987.
| 30 de enero de 1988 | Guarani de Campinas | 1 – 1   | Sport Recife | Estadio Brinco de Ouro, Campinas, |             |
|                     |                     | Reporte |              | Árbitro(s):                       | Árbitro(s): |

| 7 de febrero de 1988 | Sport Recife | 1 – 0   | Guarani de Campinas | Estadio Ilha do Retiro, Recife,             |                                             |
|                      |              | Reporte |                     | Asistencia: 26,282 espectadores Árbitro(s): | Asistencia: 26,282 espectadores Árbitro(s): |

- Sport Recife y Guarani de Campinas, campeón y subcampeón respectivamente, clasificaron a Copa Libertadores 1988.

- Posteriormente en febrero de 2011, la Confederación Brasileña de Fútbol reconoció al Flamengo como vencedor del torneo 1987,[2][3] pero el 15 de junio del mismo año tal decisión fue revocada por orden del 10° Juzgado Federal de Primera Instancia Judicial de Pernambuco,[4] el mismo tribunal el 29 de noviembre de 2011 desestimó la posterior apelación de Flamengo, por consiguiente el Sport Recife es reconocido como el único ganador del campeonato 1987.[5][6][7]

## Goleadores
| Pos. | Jugador          | Club             | Goles | Módulo   |
| ---- | ---------------- | ---------------- | ----- | -------- |
| 1    | Müller           | Sao Paulo        | 10    | Verde    |
| 2    | Evair            | Guarani          | 9     | Amarillo |
| 3    | Júnior           | Vitoria          | 8     | Amarillo |
| 3    | Nando            | Sport Recife     | 8     | Amarillo |
| 5    | Amarildo         | Internacional    | 7     | Verde    |
| 5    | Cláudio Adão     | Cruzeiro         | 7     | Verde    |
| 5    | Cuca             | Gremio           | 7     | Verde    |
| 5    | Renato           | Atlético Mineiro | 7     | Verde    |
| 5    | Romário          | Vasco da Gama    | 7     | Verde    |
| 10   | Bebeto           | Flamengo         | 6     | Verde    |
| 10   | Roberto Dinamite | Vasco da Gama    | 6     | Verde    |